# Governo Li Gun-mo
Il governo Li Gun-mo è stato il sesto esecutivo della Repubblica Popolare Democratica di Corea, in carica dal 29 dicembre 1986 al 12 dicembre 1988, col sostegno del Fronte Democratico per la Riunificazione della Patria.

## Appoggio parlamentare
| Assemblea popolare suprema | Assemblea popolare suprema                     | Seggi |
| -------------------------- | ---------------------------------------------- | ----- |
|                            | Partito del Lavoro di Corea Totale maggioranza | 601   |
|                            | Indipendenti Totale opposizione                | 54    |
| Totale                     | Totale                                         | 655   |